# Jóko z Mikasy
Princezna Jóko z Mikasy (瑶子女王, Jóko Džoó; * 25. října 1983, Šibuja) je členka japonské císařské dynastie a druhá dcera prince Tomohita z Mikasy a princezny Tomohito z Mikasy (Nobuko). Je také neteří 92. japonského premiéra Taró Asó (který je starším bratrem její matky), praneteří autora a literárního kritika Ken'iči Jošidy a pravnučkou 45. japonského premiéra Šigeru Jošidy.

## Biografie

### Mládí a vzdělání
Princezna Jóko se narodila 25. října 1983 v japonském lékařském centru Červeného kříže v Hiroo v Šibuje v Tokiu jako poslední dítě a dcera prince Tomohita z Mikasy a jeho manželky princezny Nobuko. Základní a střední vzdělání získala na prestižní škole Gakušúin. Je absolventkou Dámské univerzity Gakušúin s bakalářským titulem v oboru japanologie.
Princezna od mládí praktikuje tradiční japonské bojové umění kendó a v roce 2005 byla vybrána k účasti na exhibičních turnajích ve Francii a Německu, stejně jako na světové výstavě Aiči, která se konala ve stejném roce. V červenci 2006 se zúčastnila národního sjezdu hospodyněk kendó.

### Veřejná vystoupení
Princezna Jóko dosáhla plnoletosti v říjnu 2003 a v den svých narozenin se zúčastnila tiskové konference, během níž se jí reportéři ptali na její plány do budoucna. Při této příležitosti obdržela druhou třídu Řádu drahocenné koruny a mohla se začít účastnit královských povinností a oficiálních závazků.
Od prosince 2006 do listopadu 2012 byla aktivní v různých dobrovolnických organizacích, zejména ve Společnosti japonského Červeného kříže. V srpnu 2013 byla inaugurována jako patronka Mezinárodní asociace pro univerzální design (IAUD), což byla pozice, kterou dříve zastával její otec. V lednu 2014 byla také inaugurována jako prezidentka organizace sociální péče Juai Džjudži Kai.
Dne 6. června 2012 zemřel princ Tomohito na selhání orgánů. Jeho pohřbu a ceremonie se zúčastnila princezna Jóko i další členové císařské rodiny. V červnu 2013 v prohlášení o princově domácnosti oznámila Agentura císařské domácnosti, že „[snížila] počet domácností v císařské rodině o jednu,“ přičemž ji začlenila do domácnosti vedené jeho otcem. Podle představitelů Agentury nebude mít integrace domácnosti žádný vliv na životy vdovy a dcer prince Tomohita.

## Zdraví
V březnu 2017 trpěla při procházce s kamarádkou v Tokiu cerebrální anémií. Pocítila závrať a následně padla na kolena; po návštěvě nemocnice Agentury císařské domácnosti kvůli bolestem v kolenou, musela zkrátit svůj oficiální rozvrh o měsíc, aby se zotavila.
Dne 8. února 2022 byla hospitalizována v nemocnici Tokijské univerzity kvůli středně těžkému zápalu plic po pozitivním testu na covid-19, prvním v císařské rodině. Z nemocnice Tokijské univerzity byla propuštěna 16. února. Vrátila se do svého domova v Akasace, kde se úplně zotavila. Lékaři k tomu dali své povolení poté, co usoudili, že její stav je stabilizovaný.
Dne 25. března 2022 hovořila na konferenci pro neslyšící o své „senzorineurální ztrátě sluchu“ a o tom, že je pro ni někdy obtížné kvůli tomu konverzovat. Následně odhalila, že její senzorineurální ztráta sluchu je způsobena Menièrovou nemocí.

## Motorsport
Na Super Formula Championship 2024 bylo červencové kolo na Fuji Speedway na její počest pojmenováno Princess Yoko Cup. Tisková zpráva oznamující událost uvedla, že působila jako prezidentka Tokyo Motor Show a Japan Mobility Show. Promluvila na briefingu jezdců a poznamenala, že je fanynkou motoristického sportu a pravidelně čte japonské a globální závodní zprávy.

## Tituly a oslovení

Mon větve císařské rodiny Mikasa

Jóko je oslovována jako Její císařská Výsost princezna Jóko.

## Vyznamenání

### Národní vyznamenání
- Členka 2. třídy (pivoňka) Řádu drahocenné koruny – [12]

### Čestné funkce
- Čestná předsedkyně Asociace japonského univerzálního zvukového designu[3]
- Předsedkyně Tokyo Motor Show a Japan Mobility Show
- Předsedkyně organizace sociální péče „Juaidžudžikai“[3]
- Čestná poradkyně Sítě inkluzivního designu[3]